# Bellina Logan
Bellina Logan (Los Ángeles, California, 28 de septiembre de 1966) es una actriz de cine y televisión estadounidense, reconocida por su participación en producciones como Entrevista con el vampiro,  Twin Peaks, ER y Daddio. Interpretó el personaje recurrente de Fiona en la serie de televisión Sons Of Anarchy.

## Filmografía

### Cine
- 2007 - Sunny & Share Love You
- 2006 - Inland Empire
- 2004 - Myron's Movie
- 2002 - Bug
- 2001 - Daddy and Them
- 1997 - Picture Perfect
- 1997 - Just Write
- 1994 - Entrevista con el vampiro
- 1991 - Mimi & Me
- 1990 - Jacob's Ladder
- 1989 - Blue Steel

### Televisión
- 2017 - Famous in Love
- 2011-2013 - Enlightened
- 2009-2010 - Sons of Anarchy
- 2010 - Hawthorne
- 1996-2008 - ER
- 2000 - Daddio
- 1995 - Central Park West